# Santi Simone e Giuda
Santi Simone e Giuda är en dekonsekrerad kyrkobyggnad i Rom, helgad åt apostlarna Simon och Judas. Kyrkan är belägen i slutet av en återvändsgata i Rione Ponte.

## Kyrkans historia
Kyrkan konsekrerades av påve Paschalis II (1099–1118) och på nytt av påve Innocentius II år 1143. Kyrkan nämns i en bulla promulgerad av påve Alexander III år 1178 och i en bulla av Urban III år 1186. Kyrkan hette ursprungligen Santa Maria in Montecello, vilket syftar på Monte Giordano, en höjd på vilken kyrkan var belägen. Andra dokumenterade namn är Santa Maria della Corte, Santa Maria de Monte Iordano och Santa Maria de Monte Iohannis Ronzonis. Under 1400-talet ändrades namnet till Santi Simone e Giuda. Anledningen till namnbytet var att dessa två apostlar vid den tiden saknade en egen kyrka i Rom. Vid denna tid blev kyrkan församlingskyrka och fick även en liten kyrkogård.
Kyrkan genomgick 1720 en genomgripande restaurering. Kyrkan fråntogs sina rättigheter som församlingskyrka i slutet av 1800-talet och dekonsekrerades i början av 1900-talet. Den övre delen av kyrkans fasad avlägsnades förmodligen i samband med detta. Kyrkobyggnaden har sedan dess använts som biograf, snickarverkstad, restaurang och slutligen som teater. Denna stängdes 2010 och den forna kyrkan står sedan 2016 tom.
Kyrkans gravstenar befinner sig numera i atriet till San Silvestro in Capite. En av dessa tillhörde Faustino de' Crispolti (död 1727). Denne härstammade från Perugia och var för en tid guvernör i Benevento. Därutöver var De Crispolti kanik vid Peterskyrkan samt auditor vid Rota Romana.

## Interiören
I kyrkobyggnadens interiör finns två bevarade fresker: Tronande Madonna med Jesusbarnet och de heliga Simon och Judas, som antas ha utförts av Antoniazzo Romanos skola, och ett fragment av Korsfästelsen, utförd på 1300-talet.

## Omnämningar i kyrkoförteckningar
| Katalog                                                     | År         | Benämning                                        |
| ----------------------------------------------------------- | ---------- | ------------------------------------------------ |
| Catalogo di Cencio Camerario (Il presbiterio dei turiboli)  | 1192       | sco. Martino in Monticello                       |
| Catalogo di Cencio Camerario (Il presbiterio delle litanie) | 1192       | sce. Marie in Monticello                         |
| Il catalogo Parigino                                        | cirka 1230 | s. Maria de Monticellis de Scorte                |
| Il catalogo di Torino                                       | cirka 1320 | Ecclesia sancte Marie de monte Johannis Ronçonis |
| Il catalogo del Signorili                                   | cirka 1425 | sce. Mariae de Monticellis                       |

## Bilder
| - Santi Simone e Giuda (här benämnd SS. SIMONE E GIVDA) på Giovanni Maggis vy över Rom från år 1625. - Den forna kyrkans ingångsportal. - Gravsten över Faustino de' Crispolti (död 1727). Numera i atriet till San Silvestro in Capite. - Santi Simone e Giuda (nummer 586 vid den röda pilen) på Giovanni Battista Nollis karta över Rom från år 1748. |